# L'aquila (film 1925)
L'Aquila (The Eagle), conosciuto anche come Aquila nera, è un film muto del 1925 diretto da Clarence Brown. La sceneggiatura si basa su Dubrovskij, un romanzo incompleto di Aleksandr Sergeevič Puškin scritto all'incirca tra il 1832 e il 1833 e tradotto in inglese da T. Keane con il titolo Prose Tales of Alexander Pushkin (Londra, 1894).

## Trama
Fatto oggetto di chiare avances da parte della zarina, il tenente Dubrovskij lascia l'esercito, diventando poi un fuorilegge quando, tornato a casa, scopre che il padre ha perso tutte le sue proprietà. Alla testa di un manipolo di cavalieri, Dubroski difende la causa dei poveri e degli oppressi sotto il nome di Aquila nera, il bandito mascherato. In queste vesti incontra Masha, la bella figlia dell'uomo che ha espropriato di tutti i beni la sua famiglia. L'Aquila si innamora della giovane, ma deve combattere il suo sentimento per poter portare a termine la vendetta contro il padre di lei. La zarina Caterina, alla fine, lo reintegrerà nel suo rango e nei suoi possedimenti.

## Produzione
Il film - che ebbe il titolo di lavorazione The Lone Eagle - fu prodotto da John W. Considine Jr. e Joseph M. Schenck (che non vengono accreditati nei titoli) per la società di produzione Art Finance Corporation.

## Distribuzione
Il copyright del film, richiesto da John W. Considine, Jr., fu registrato il 16 novembre 1925 con il numero LP22011.
Distribuito dalla United Artists, il film uscì nelle sale cinematografiche USA l'8 novembre 1925. Copie del film sono conservata alla EmGee Film Library e in collezioni private (positivi 16 mm). Il film è stato distribuito in DVD dalla Image Entertainment e dalla Navarre Corporation nel 2002, dall'Instant Vision nel 2003, dalla Reel Enterprises nel 2007 e dalla Passport Video nel 2009.

### Date di uscita
IMDb
- USA	8 novembre 1925
- Finlandia	22 marzo 1926
- Portogallo	6 dicembre 1926
- Paesi Bassi	15 aprile 1927	 (Rotterdam)
- USA 25 giugno 2002 DVD
- USA 16 aprile 2002 DVD
- UK 21 luglio 2003 DVD
- Brasile	25 novembre 2005	 (São Paulo)
- USA	13 agosto 2006	 (Rhode Island International Film Festival)
- USA 5 aprile 2007 DVD
- USA 11 agosto 2009 DVD
- Grecia	6 ottobre 2010	 (Silent Film Festival)

Alias
- The Eagle	USA (titolo originale)
- The Untamed  USA (titolo di lavorazione)
- The Lone Eagle   USA (titolo di lavorazione)
- Der Adler	Austria / Germania
- L'aigle noir	Belgio  (titolo Francese) / Francia
- A Águia	       Brasile
- A Águia Negra	Portogallo
- A fekete sas	    Ungheria
- Aquila nera	 Italia
- De adelaar	  Paesi Bassi
- El águila negra	Spagna
- Kotka	Finlandia
- L'aquila  	Italia
- O aitos	Grecia (titolo riedizione)
- O mavros aetos	Grecia
- Rodolfos Valentino	Grecia (titolo riedizione)

## Galleria d'immagini

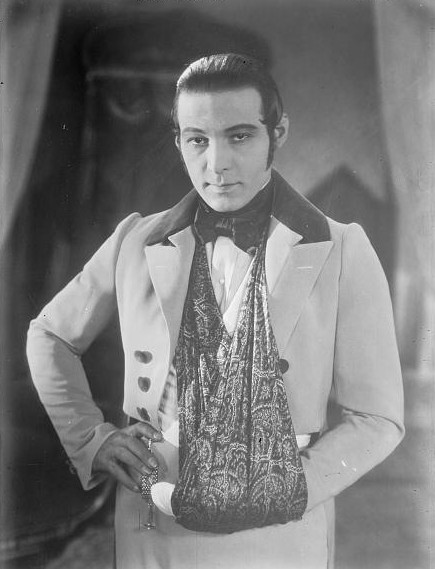
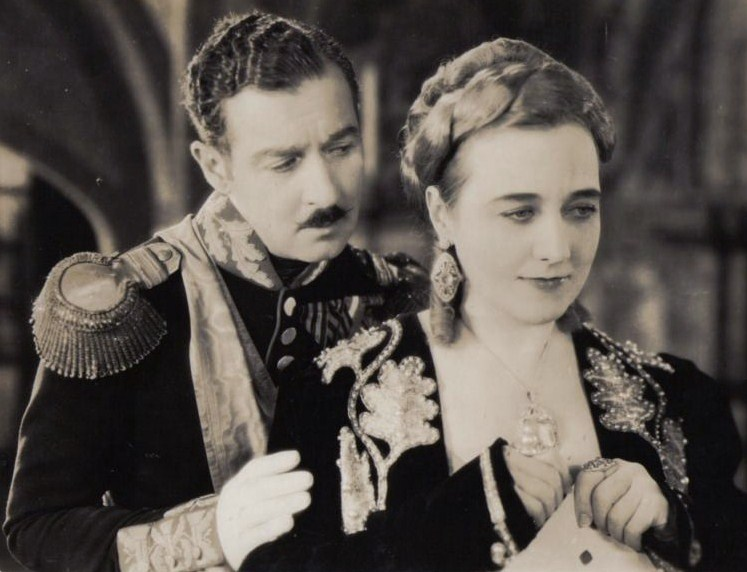
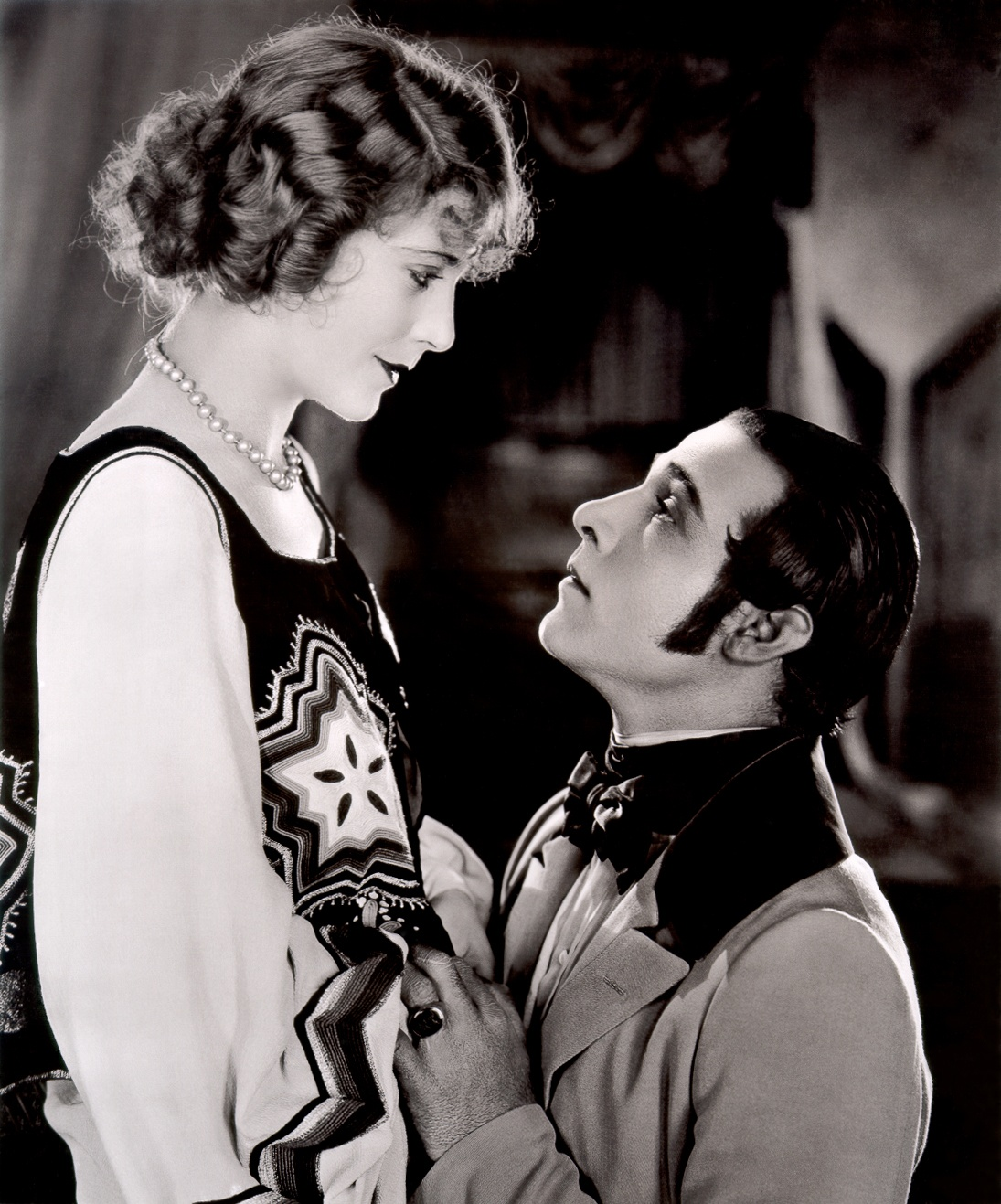